# District de Kicukiro

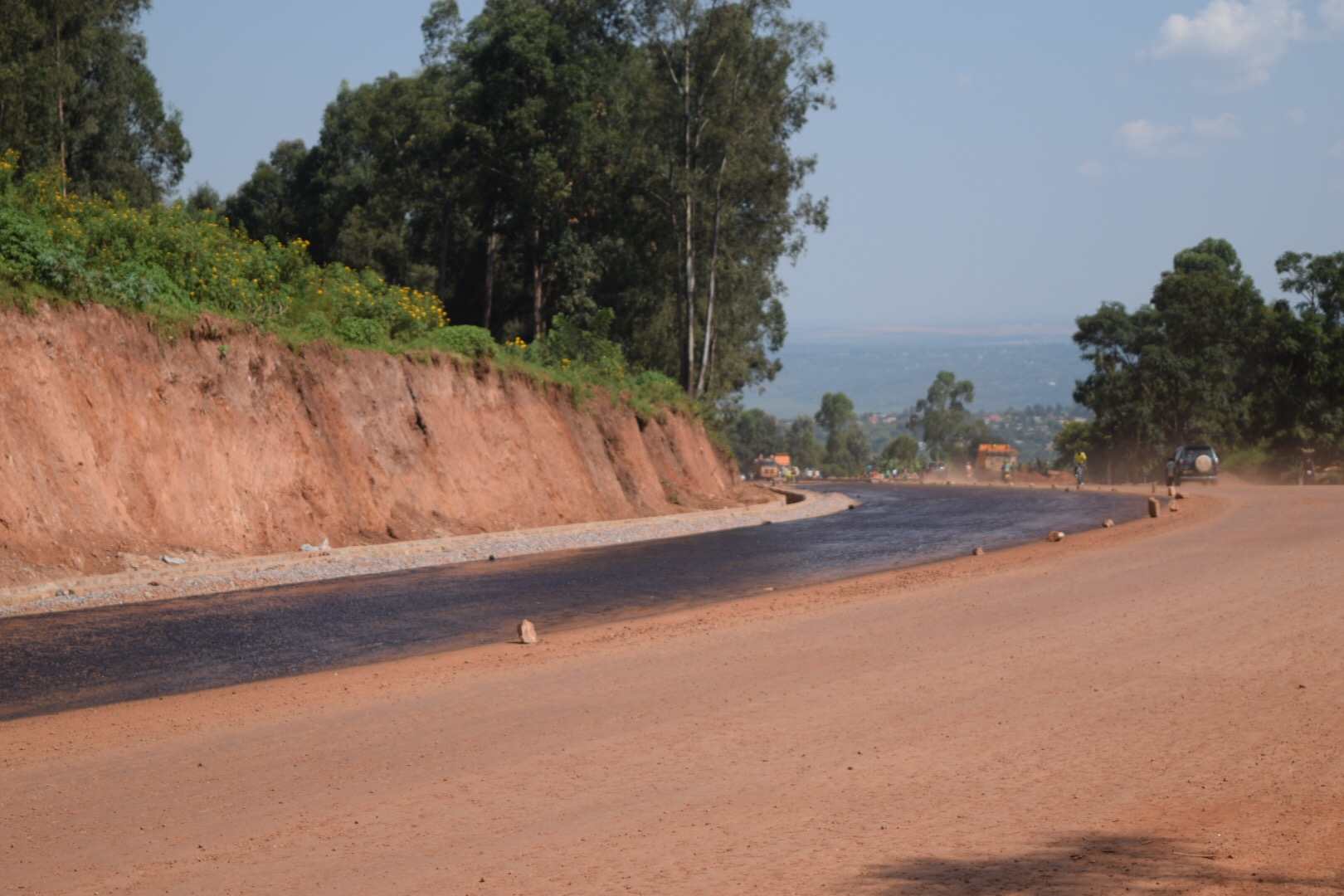
Route en construction entre Kicukiro et Bugesera.

Le district de Kicukiro  est un des trois districts qui se trouve dans la province de Kigali Ville au Rwanda.

## Infrastructures se trouvant dans le district de Kicukiro
- Aéroport international de Kigali
- Hôpital de Kanombe

## Divisions administratives
Il est composé des secteurs suivants : 
- Gahanga
- Gatenga
- Gikondo
- Kagarama
- Kanombe
- Kicukiro
- Kigarama
- Masaka
- Niboye
- Nyarugunga